# Tarcondimoto
Tarcondimoto Filantonio (greco: Ταρκονδιμότος Φιλαντώνιος; latino: Tarcondimotus o Tarkondimotus; ... – 31 a.C.) è stato un re della Cilicia Trachea del I secolo a.C..
Era probabilmente in origine un capo dei pirati cilici, sconfitti da Pompeo nel 66 a.C. Probabilmente sempre da Pompeo ottenne gran parte della Cilicia Trachea. I suoi domini comprendevano anche la città greca di Ierapoli Castabala, che gli dedicò alcune iscrizioni onorarie, indicandolo come protettore della città.
Dapprima fu dalla parte di Pompeo poi a fianco di Giulio Cesare e quindi dalla parte di Cassio.
In seguito, nella guerra civile tra Ottaviano e Marco Antonio, si schierò al fianco di quest'ultimo, che nel 39 a.C. lo aveva nominato re di Anazarbe in Cilicia. Fu proprio questa sua posizione a guadagnargli l'appellativo di Φιλαντώνιος.
Tarcondimoto morì nel 31 a.C., prima della Battaglia di Azio, quando la flotta principale di Marco Antonio, guidata da Gaio Sosio, tentò di forzare il blocco avversario opposto da Lucio Arrunzio. Sosio fu dissuaso dal suo intento per l'arrivo dei rincalzi guidati da Marco Vipsanio Agrippa e il suo alleato Tarcondimoto, in quell'occasione, fu catturato e ucciso.
A succedergli fu suo figlio, Tarcondimoto II Filopatore (gr. Φιλοπάτωρ, Philopàtōr).
Cicerone, governatore romano della Cilicia nel 52 a.C., che da Tarcondimoto ebbe informazioni sui Parti, lo descrive nel 51 a.C. come «fedelissimo alleato nelle terre oltre il Tauro e amicissimo del popolo romano» («socius fidelissimus trans Taurum amicissimusque Populi Romani»)